# Блё де Косс
Блё де Косс или Блё де Коссе (фр. Bleu des Causses) — французский сыр, относящийся к голубым сырам.
Сыр очень близок к Рокфору (фр. Roquefort), однако изготавливается из коровьего молока. 

## История
Блё де Косс – это один из старейших в мире голубых сыров, изготавливающихся на юге Франции, на плато Косс. Голубые сыры из этого региона упоминаются ещё «Записках о галльской войне» Гая Юлия Цезаря, однако не указывается, из какого молока этот сыр был изготовлен, поэтому нельзя точно сказать, о каком сыре идёт речь. Первое упоминание именно о Блё де Кос встречается в «Естественной истории» Плиния Старшего.
Когда Карл Великий возвращался с войны из Испании, этот сыр был подан ему епископом Альбийским, после чего голубые сыры стали популярны при французском дворе. До 1925 года сыры Блё де Косс и Рокфор проходили выдержку в одних и тех же природных гротах, однако в 1925 году производителям Рокфора удалось добиться права использовать эти пещеры только для выдержки Рокфора.
В 1979 году Блё де Косс получил сертификат AOC, а в 2009 году — лейбл «Наименование, защищенное по месту происхождения» (AOP).

## Изготовление
Сыр изготавливается на юге Франции, в регионе Косс. Для приготовления используется молоко коров монбельярской и обракской пород. На производство 1 килограмма сыра расходуется 7—8 литров молока, а процесс обтекания сырной массы без прессования длится от двух до четырех дней. Перед приготовлением молоко подогревается до температуры 30—33 °С после чего в него добавляется сычужная закваска и споры пенициллиновой плесени. После створаживания и удаления сыворотки, сырную массу солят и формуют, и уже готовая форма во всех направлениях, протыкается длинными толстыми иглами, что позволяет слегка разрыхлить сырные диски и обеспечить поступление воздуха для развития плесени. После этого сыр переносится на выдержку.
Блё де Косс выдерживается в природных известковых пещерах плато Гран Косс, в которых обеспечивается природная система циркуляции воздуха. Полный цикл производства сыра составляет не менее 70 дней, но обычно вызревание длится от трёх до шести месяцев. В процессе созревания сырные головки регулярно переворачиваются и натираются солью

## Описание
Головки сыра имеют форму плоского цилиндра диаметром около 20 сантиметров, высотой 8—10 сантиметров и весом 2,3—3 килограмма. Головки традиционно заворачиваются в алюминиевую фольгу, чтобы предотвратить развитие плесени на поверхности сыра. Сыр покрыт натуральной, влажной коркой светлого оранжево-бежевого цвета с поверхностной плесенью. Внешний вид, вкус и аромат мякоти различается в зависимости от времени года, когда сыр выдерживался. У летних сыров мякоть цвета слоновой кости или палевая, у зимних — белая. Внутри мякоти содержатся прожилки серо-голубой плесени.
Вкус у Блё де Косс пикантный солоноватый, почти перечный. Консистенция менее маслянистая, чем у большинства других голубых сыров из коровьего молока. В аромате присутствуют нотки грибов и сырого погреба.
Употребляется как в качестве самостоятельного блюда, так и в салатах. Сочетается с красными винами южной Франции, особенно со сладкими винами.